# Conostylis argentea
Conostylis argentea är en enhjärtbladig växtart som först beskrevs av John William Green, och fick sitt nu gällande namn av Stephen Donald Hopper. Conostylis argentea ingår i släktet Conostylis och familjen Haemodoraceae. Inga underarter finns listade.